# Petra Zindler
Petra Zindler (Colonia, 11 febbraio 1966) è un'ex nuotatrice tedesca occidentale.

## Carriera
Fortemente specializzata nei misti, vinse la medaglia di bronzo sulla distanza dei 400m alle Olimpiadi di Los Angeles 1984.

## Palmarès
- Giochi olimpici estivi

Los Angeles 1984: bronzo nei 400m misti.